# Альт (пиво)
Альт, Альтбір (нім. Alt, Altbier, букв. «старе пиво») — традиційний регіональний сорт німецького пива, що виробляється броварнями міста Дюссельдорфа та реалізується здебільшого через пивні ресторани та магазини самого міста та його околиць.
Наразі виробляється приблизно 20 пивоварними підприємствами Дюссельдорфа, щорічні обсяги виробництва — 2,8 мільйони гектолітрів, частка на регіональному пивному ринку федеральної землі Північний Рейн — Вестфалія сягає 10%. Оскільки назва сорту законодавчо не закріплена за регіоном його виникнення (на відміну, скажімо, від кельнського кельша), пиво альт також в невеликих обсягах виробляється броварнями з інших регіонів Німеччини та, навіть, з інших країн.

## Характеристика
На відміну від більшості популярних німецьких сортів пива виробляється за історично старішою технологією верхового бродіння, тобто відноситься до елів. Саме ця технологічна особливість обумовила назву сорту, яка може коректніше перекладатися як «пиво за старою технологією».
Напівтемне пиво, колір якого досягається додаванням до традиційного світлого солоду його шоколадних або чорних різновидів. Має насичений солодовий смак з м'якою хмільовою гіркотою. Відрізняється від більшості традиційних елів м'якішим та «чистішим» смаком, обумовленим витримкою напою протягом 3–8 тижнів при низьких температурах, технологічним етапом, притаманним виробництву лагерів.

## Історія
Пиво, подібне за складом та технологією виробництва до сучасних альтів, варилося у Німеччині протягом сторіч. Безпосередньо ж «альт» як назва окремого сорту цього напою виник у середині XIX сторіччя. Це стало наслідком швидкого розповсюдження на теренах країни нової технології низового бродіння та стрімкого зростання популярності виготовлених за цією технологією лагерів. За таких умов дюссельдорфські виробники пива, які продовжували виробництво за старою технологією, почали відповідним чином маркувати свою продукцію. З часом ця назва почала використовуватися у більш вузькому значенні — відносно конкретного різновиду пива верхового бродіння, який піддавався витримці у холодних приміщеннях.
Для багатьох виробників альта цей сорт пива довгий час був лише однією з позицій в асортименті їх продукції, зазвичай не найпопулярнішою. Однак у другій половині XX сторіччя на німецькому ринку пива почали виникати великі пивоварні об'єднання, що робили акцент на випуску і активному просуванні найпопулярніших у країні сортів пива, таких як пільзнер. Конкурувати з цими пивоварними гігантами, які мали великі рекламні бюджети та порівняно низький рівень витрат, на ринку того ж пільзнера малим виробникам було складно. Тому багато таких виробників у Дюссельдорфі вирішили зосередитися на виробництві нішового напою, альта, просування якого здійснювалося на локальному ринку.
Так і не здобувши особливої популярності в інших регіонах Німеччини, альт продовжує утримувати суттєву частку пивного ринку дюссельдорфського регіону.